# Van de Werve
Van de Werve (ook: Van de Werve de Schilde, Van de Werve de Vorsselaer en Van de Werve d'Immerseel) is een adellijk Belgisch geslacht, afkomstig uit Antwerpen. Ze is een van de oudste, nog bestaande adellijke families uit Antwerpen.

## Geschiedenis

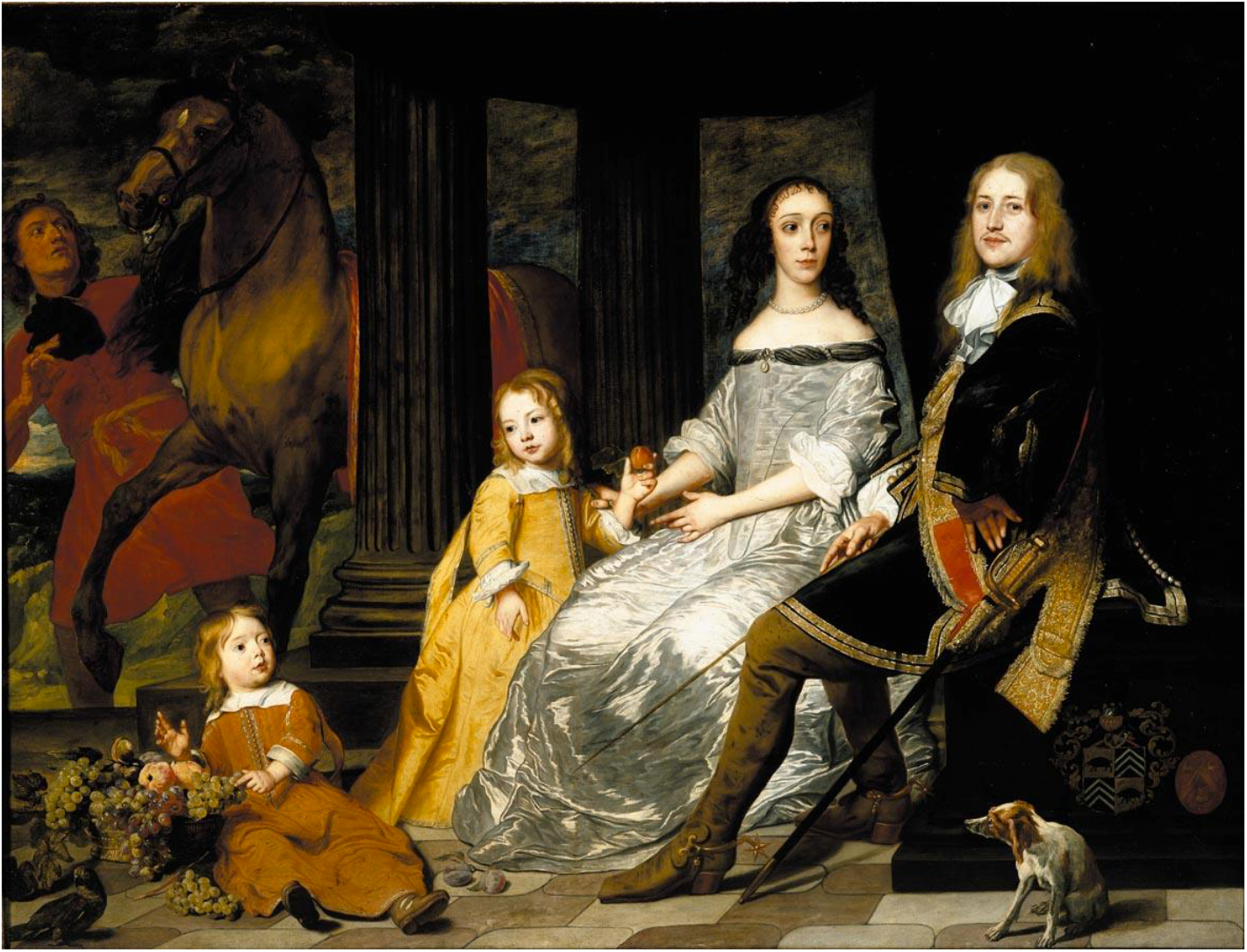
Philippe van de Werve en zijn familie geschilderd door Pieter Thijs (een leerling van Antoon van Dyck)

- De bewezen stamreeks begint met Ramond van de Werve die in 1349 goederen verkoopt. Zijn zonen Jan en Nicolaas zijn schepen van Antwerpen.

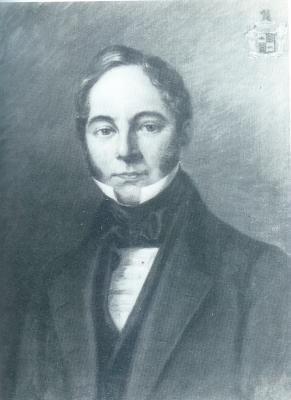
Louis-Paul van de Werve, 4de graaf van Vorselaar

- In 1597 verleende Filips II van Spanje opname in de ridderschap aan Louis van de Werve en in 1626 aan zijn zoon Henri van de Werve (uitgedoofde tak).
- In 1686 maakte koning Karel II van Spanje van de heerlijkheid Immerseel een burggraafschap en verleende de titel burggraaf, overdraagbaar bij eerstgeboorte, aan Willem van de Werve (uitgedoofde tak).
- In 1767 verleende keizerin Maria Theresia de titel baron, verbonden aan de heerlijkheid Lichtaart en overdraagbaar bij eerstgeboorte aan Charles van de Werve.
- In 1768 verleende keizerin Maria Theresia de titel graaf, verbonden aan de heerlijkheid Vosselaar en overdraagbaar bij eerstgeboorte, aan dezelfde Charles van de Werve.
- In 1768 verleende keizerin Maria Theresia de titel baron, verbonden aan de heerlijkheid Schilde en overdraagbaar bij eerstgeboorte, aan Philippe van de Werve.

Veel leden van de familie van de Werve hebben functies in de Antwerpse magistratuur vervuld, een vijftigtal onder hen als schepen, een twintigtal als burgemeester (zie: Lijst van burgemeesters van Antwerpen), verschillende Ammans, of ook nog als markgraven van het land van Rijen, of als gouverneur.

## Enkele familieleden

### Nicolas van de Werve "de Oude" (1350-1431)
Nicolas van de Werve was de zoon van Jan van de Werve en Claire van Wijneghem. Hij huwde de eerste keer met Maria van Duffel, dochter van Hendrik en Agnès, vrouwe van Tielen en Gierle. Een tweede maal huwde hij met Catherina van Wilre, dochter van Arnold van Wilre, vertegenwoordiger van een belangrijke familie van het Leuvense patriciaat, en van Kristen van Meldert. Uit dit laatste huwelijk kwamen een tiental kinderen die de toekomstige takken vormden: 
- van Hovorst;
- van Vordensteyn en Westkerke;
- van Giessen-Oudekerke en van Schilde.

Waarschijnlijk rond 1400 werd Nicolas van de Werve leenhouder van Hovorst onder Viersel (het tegenwoordige Zandhoven sinds de fusie van de gemeenten). Hij liet er een kasteel bouwen. Hovorst was een belangrijk domein waarvan verschillende domeinen afhingen. Door open brieven van 13 mei 1414 zou Nicolas van de Werve door de hertog van Brabant (Antoon van Bourgondië) als vertrouweling aangesteld worden om het domein van Hovorst in zijn afwezigheid te beheren en de eed van trouw van vazallen te ontvangen die van bovenvermelde domein afhangen.

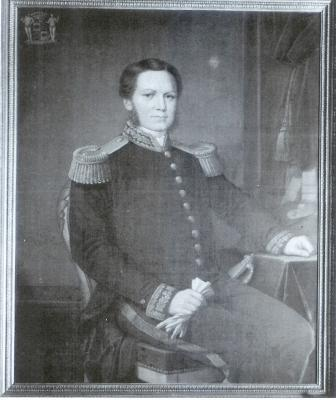
Jacob van de Werve

Van 1404 tot 1406 werd hij rentmeester van de stad Antwerpen. Hij hernieuwde ook zesmaal zijn mandaat van burgemeester van Antwerpen. En hij werd ook raadsheer van de vier opeenvolgende hertogen van Brabant, Antoon, Jan IV, Filips van Saint-Pol en Filips de Goede.

### Andere
- Jan II van de Werve (1522-1576)
- Jan III van de Werve (1564-1622)

## Adellijke titels
De vertegenwoordigers van de familie hebben twee maal, sinds de 16de eeuw, de persoonlijke titel van ridder gedragen. Ze waren heren van vele heerlijkheden.
Ze dragen of droegen de volgende erfelijke titels:
- Burggraven van Immerseel (1686).
- Burggraven van de Werve d'Immerseel (1934).
- Baronnen van Schilde (1768).
- Baronnen van de Werve de Schilde (1933).
- Baronnen van Lichtaert (1767).
- Graven van Vorsselaer (1768).
- Graven van de Werve de Vorsselaer (1877).

## Wapenschild

Wapen van de Werve

De wapens van de familie van de Werve zijn dezelfde als die van de gemeenten Vorselaar, Schilde, Lichtaart en Rielen, namelijk gevierendeeld:
- 1 en 4 met zwarte lopende everzwijn op gouden achtergrond;
- 2 en 3 met drie witte kepers op een zwarte achtergrond.[1]

## Genealogie
In de negentiende eeuw scheidde zich de familie, als afstammelingen van jhr. Louis-Paul van de Werve (1791-1850) in drie takken:
- Van de Werve de Vorsselaer,
- Van de Werve de Schilde,
- Van de Werve d'Immerseel.

Het hoofd van de familie draagt een grafelijke titel, de andere leden dragen de adellijke titel van jonkheer.
- Karel Filips van de Werve (1706-1776) (zie hierboven), × Maria Anna van Pret (1713-1781).
  - Karel Bernhard van de Werve (1740-1813), graaf van Vorsselaar, baron van Lichtaart, × Hubertine de Gilman (1744-1787).
    - Augustin van de Werve (1764-1793), baron van Lichtaart, × Marie-Anne van Colen (1763-1792).
      - Louis-Paul van de Werve (1791-1850), × Jeanne Gillès (1792-1866). Hij werd in 1816 onder het Verenigd Koninkrijk der Nederlanden erkend in de erfelijke adel, met de titel baron, maar weigerde de benoeming. Hij werd nochtans kamerheer van koning Willem I.
        - Philippe van de Werve (zie hierna).
        - Augustin van de Werve (1821-1873), × Louise du Bois (1823-1864).
          - Anatole van de Werve (zie hierna).
          - Louis van de Werve (zie hierna).
          - Charles van de Werve (zie hierna).
          - Auguste van de Werve (zie hierna).
          - Adrien van de Werve (zie hierna).
          - Clotilde van de Werve (zie hierna).

        - Cajetan van de Werve (zie hierna).

  - Philippe van de Werve (1748-1834), baron van Schilde, × Marie-Louise della Faille (1762-1838) werd in 1816 erkend in de erfelijke adel maar weigerde de benoeming.
    - Jacques van de Werve de Schilde (zie hierna).

## Philippe van de Werve
- Philippe Marie Joseph Herman graaf van de Werve (Antwerpen, 7 april 1819 - Vorselaar, 25 oktober 1884) werd op rijpere leeftijd in 1877 erkend in de Belgische adel, met de titel graaf, overdraagbaar bij eerstgeboorte. Hij werd burgemeester van Vorselaar en trouwde in 1840 met jkvr. Léocadie Geelhand (1817-1866). Het echtpaar kreeg tien kinderen.
  - René graaf van de Werve (1850-1911) werd senator. Hij trouwde met jkvr. Louise Bosschaert (1855-1988) en ze hadden twee dochters.
  - Léon graaf van de Werve (1851-1920) werd voorzitter van de Koninklijke Zoölogische vereniging van Antwerpen. Hij trouwde met jkvr. Irène Kervyn d'Oud Mooreghem (1857-1938) en ze hadden twee zoons, met afstammelingen tot heden. In 1911 kreeg hij vergunning om de Vosselaer aan de familienaam toe te voegen.
    - Fernand graaf van de Werve de Vosselaer (1879-1958), trouwde met jkvr. Blanche de Lichtervelde (1885-1961).
      - Dr. Jacques graaf van de Werve de Vosselaer (1915-1992), jurist, lid van het verzet; trouwde in 1947 met jkvr. Beatrice de Foestraets (1925-2002), eigenaresse van het kasteel van Castelalne, sinds 1876 in haar geslacht
        - Ir. Léon graaf van de Werve de Vosselaer (1951), hoofd van het geslacht, zonder nageslacht

      - Léon Alfred Marie Joseph Ghislain van de Werve de Vorsselaer (Antwerpen, 14 oktober 1919 –  gesneuveld Dalfsen, 3 februari 1945) was gevechtspiloot in de Tweede Wereldoorlog. Wegens zijn moedig optreden tijdens vluchten boven bezet Nederland werd hij in 1950 postuum onderscheiden met het Nederlandse Vliegerkruis, naast verschillende Belgische eretekens.

## De kinderen van Augustin van de Werve
- Augustin van de Werve (1821-1873), getrouwd met Louise du Bois, was al overleden toen zijn oudere broer in 1877 adelserkenning verkreeg. Eenzelfde adelserkenning werd in 1881 verkregen voor de zes kinderen van Augustin:
  - Anatole van de Werve (1845-1873) trouwde met Antonine Meyers (1846-1925). Hij was al overleden en zijn weduwe verkreeg de erkenning voor haar drie kinderen.
    - Adelin van de Werve de Schilde (1868-1939) kreeg in 1931 vergunning om de Schilde aan de familienaam toe te voegen. In 1933 kreeg hij de titel baron, overdraagbaar bij eerstgeboorte. Hij trouwde met Madeleine Morel de Tangy (1870-1920). Ze kregen vijf kinderen, met afstammelingen tot heden.
    - Léonce van de Werve de Schilde (1871-1975) kreeg in 1931 vergunning om de Schilde aan de familienaam toe te voegen. Hij trouwde met Hélène della Faille de Waerloos (1879-1955). Ze kregen vijf kinderen, met afstammelingen tot heden.

  - Louis van de Werve (1851-1906) kreeg in 1881 erkenning in de erfelijke adel. Hij trouwde met Caroline della Faille de Waerloos (1864-1926). Ze kregen zes kinderen, met (talrijke) afstammelingen tot heden.
  - Charles van de Werve (1852-1918) kreeg in 1881 erkenning in de erfelijke adel. Hij trouwde met Pauline Meyers (1856-1917) en ze kregen zes kinderen. Deze familietak is uitgedoofd.
  - Auguste van de Werve (1854-1922), burgemeester van Viersel, trouwde met Edith della Faille de Leverghem (1867-1931). Hij werd in 1881 erkend in de erfelijke adel. Het echtpaar kreeg drie kinderen.
    - Paul van de Werve de Schilde (1900-1971), burgemeester van Viersel, trouwde met Elisabeth Gericke d'Herwynen (1912-1981), met afstammelingen tot heden, maar vooruitzicht van uitdoving.

  - Adrien van de Werve (1851-1913) werd in 1881 erkend in de erfelijke adel. Hij trouwde met Irma Ullens de Schooten (1851-1913). Deze familietak is uitgedoofd.
  - Clotilde van de Werve (1858-1941) werd samen met haar broers in 1881 in de adel erkend. Ze trouwde met Arthur Bosschaert de Bouwel (1857-1896).

## Cajetan van de Werve
- Cajetan Louis Marie Joseph van de Werve (Antwerpen, 8 juni 1834 - 3 augustus 1884) werd in 1881, samen met de kinderen van zijn broer Augustin, in de erfelijke adel erkend. Hij trouwde in 1858 met Florence Ullens (1837-1904).
  - Ludovic van de Werve (1859-1943) kreeg in 1931 vergunning om bij de familienaam d'Immerseel toe te voegen en verkreeg in 1934 de titel burggraaf, overdraagbaar bij eerstgeboorte. Hij trouwde in 1887 met gravin Charlotte de Lannoy (1863-1930). Ze kregen vijf kinderen, met afstammelingen tot heden.

## Jacques van de Werve de Schilde

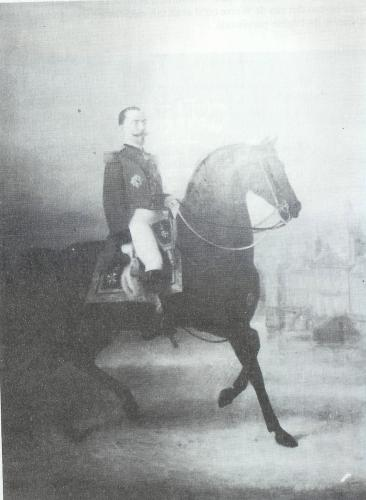
Henri van de Werve

- Jacques Joseph Marie François-de-Paul van de Werve de Schilde (Antwerpen, 24 maart 1793 - Schilde, 9 november 1845), kamerheer van koning Willem I, werd in 1829 in de adel erkend met de titel baron, overdraagbaar op alle afstammelingen. Hij was de zoon van baron Philippe van de Werve en van Marie-Louise della Faille en trouwde in 1843 in Parijs met Charlotte de Cossé-Brissac (1824-1866), dochter van de graaf Désiré-Thimoléon de Cossé-Brissac, die zelf een zoon was van de hertog van Brissac en van Anne-Charlotte de Montmorency-Tancarville, prinses van Robech.
  - Henri, baron van de Werve en van Schilde (1844-1924), burgemeester van Schilde gedurende 52 jaar en tot aan zijn dood, trouwde in Parijs in 1866 (echtscheiding in 1877) met Jeanne de Béthisy (1846-1926), dochter van de markies Alfred-Gaston de Béthisy, oude pair van Frankrijk, en van Bernadinne de l'Espinne. 
    - Gaston van de Werve de Schilde (1867-1923) was gouverneur van Antwerpen. Hij trouwde in 1890 met Françoise de la Boëssière-Thiennes (1872-1951). Het echtpaar bleef kinderloos en de familietak is uitgedoofd. In de jaren van wederopbouw van de stad na de Eerste Wereldoorlog, waren de activiteiten van de gouverneur aanzienlijk. Hij zat elke patriottische manifestatie die hij bijwoonde voor en bestudeerde met de grootste zorg de grote vraagstukken van provinciaal belang. Gaston van de Werve-van Schilde[2] overleed op 18 augustus 1923 aan een hersenbloeding. Het overlijden van een provinciegouverneur in functie vereiste een nationale begrafenis. Die vond plaats op 23 augustus 1923 in de Onze-Lieve-Vrouwekathedraal van Antwerpen.